# Centro europeo per la ricerca e la tecnologia spaziale

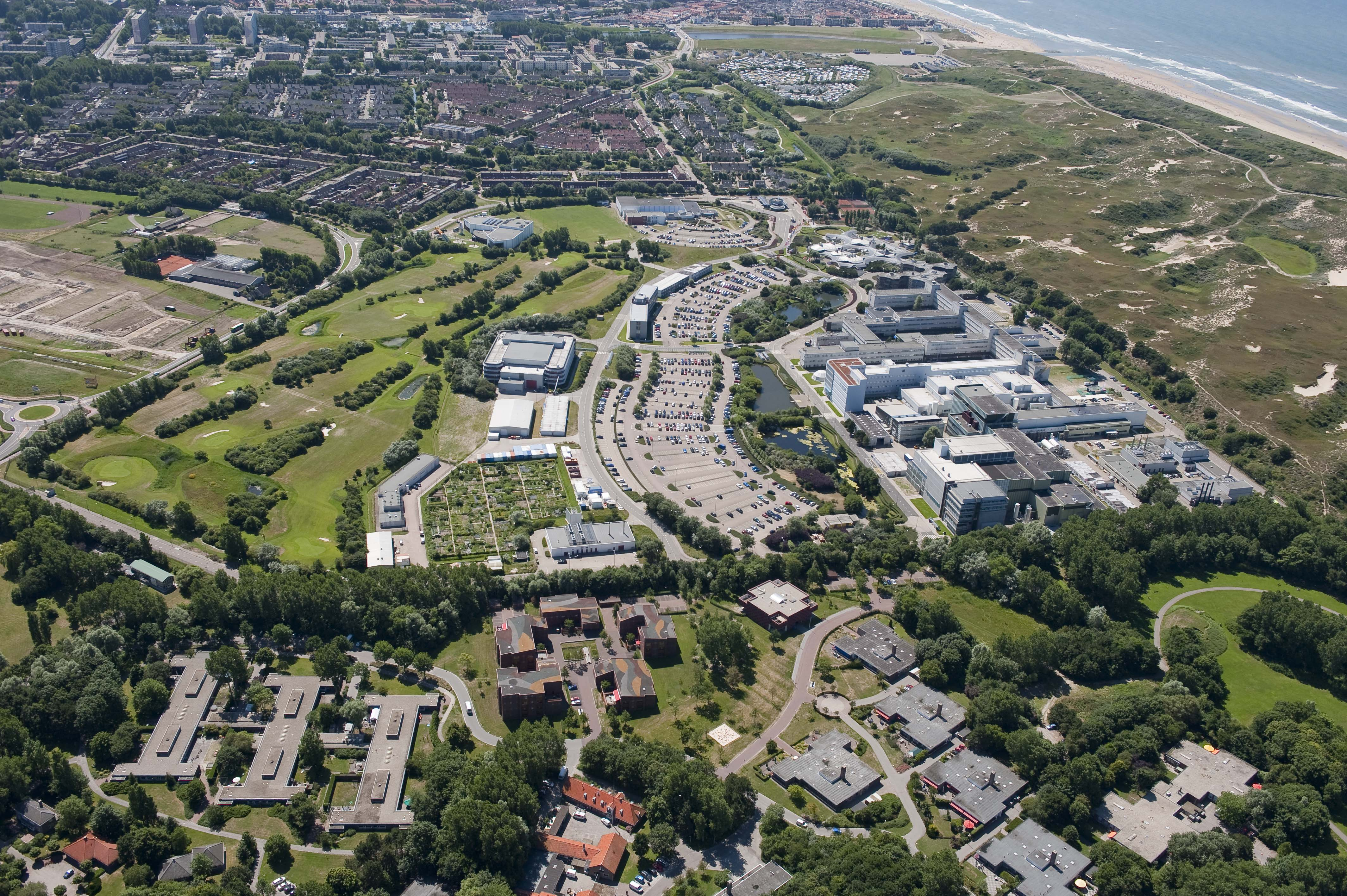
Veduta aerea del centro tecnico ESTEC

Il Centro europeo per la ricerca e la tecnologia spaziale (ESTEC, dall'inglese European Space Research and Technology Centre) è il principale centro di ricerca e sviluppo dell'Agenzia Spaziale Europea per i veicoli spaziali e per la tecnologia spaziale in genere. È situato a Noordwijk nel Sud dell'Olanda, nei Paesi Bassi.

## Ruolo dell'ESTEC nell'ambito dell'ESA
L'ESTEC, vero centro nevralgico delle attività dell'ESA, è responsabile per la preparazione tecnica e la gestione dei progetti spaziali dell'Agenzia, il cui sviluppo è affidato all'industria spaziale europea. Il centro, presso cui lavorano 2500 persone tra ingegneri, scienziati e tecnici, fornisce supporto tecnico ai satelliti automatici dell'Agenzia e alle attività legate ai progetti di volo abitato, oltre che all'industria spaziale europea, grazie ai suoi impianti e laboratori e ad una manodopera specializzata in tutte le più importanti discipline tecniche spaziali. L'ESTEC ospita inoltre il Dipartimento ESA delle scienze dello spazio che rappresenta l'indispensabile legame tra l'Agenzia e gli scienziati "esterni", i cui strumenti ed esperimenti sono installati a bordo dei satelliti e delle sonde dell'ESA.
L'ESTEC si occupa anche della definizione dei programmi dei futuri satelliti scientifici o applicativi e dello sviluppo delle nuove tecnologie necessarie alla loro realizzazione. In particolare, esso si occupa direttamente del concepimento e della prima fase di sviluppo delle varie missioni, mentre l'ulteriore sviluppo e la costruzione dei satelliti viene dato in appalto ad aziende provenienti da paesi membri dell'ESA. Il centro dispone inoltre di impianti completi di collaudo e simulazione ambientale fra i più grandi ed efficienti del mondo, che permettono di "testare" i componenti dei più importanti veicoli spaziali, inclusi vettori del calibro di Ariane 4 e Ariane 5.
Tra le infrastrutture è degna di nota la Large Space Simulator (LSS), una area di test isolata acusticamente ed elettromagneticamente dotata di un piano a più assi di oscillazione; quasi tutti i satelliti e le apparecchiature ESA sono verificate in questo centro prima del loro lancio, infatti i test finali, necessari per comprendere il comportamento dei satelliti in un ambiente verosimile a quello spaziale, vengono generalmente eseguiti proprio in questo simulatore interno all'ESTEC.
ESTEC è anche sede di numerose conferenze riguardanti i risultati ottenuti dalle missioni spaziali e, in generale, le tecnologie avanzate in ambito spaziale.